# Dirk Blanchart
Dirk Blanchart (geboortenaam Dirk Blanchaert, Gent, 18 februari 1958) is een Vlaamse rockzanger en gitarist en producer. Hij was stichtend lid van de invloedrijke new-waveband Luna Twist, die een hit had begin jaren 80 met African Time. In 1984 ging hij solo en bracht sindsdien 13 albums uit. Nogal wat van zijn songs en singles zoals o.a. Fool Yourself Forever (1985), No Regrets (1990) en L'Amour Ça Va (1993) worden beschouwd als klassiekers binnen de Belgische pop en rock.

## Biografie
Blanchart werd geboren als Dirk Blanchaert, maar hij verengelste zijn naam in 1984 door de 'e' weg te laten op advies van zijn toenmalige platenfirma Statik (UK).
Blanchart's carrière begon toen hij zich in 1980 bij de groep Once More voegde, die in 1978 de allereerste Humo's Rock Rally won (een wedstrijd van Humo voor jong Belgisch rocktalent.) Eind 1980 werd deze groep omgevormd tot Luna Twist die enkele Belgische hits scoorden met African Time, "Look out (you're falling in love again)" en "Decent life". De 12-inch mix van "African time" was ook succesvol in o.a. Spanje, Portugal en Australië. Net als enkele andere Belgische popgroepen in die jaren kon Luna Twist nooit echt doorgroeien naar een internationaal platform bij gebrek aan professionele (Belgische) omkadering. De groep splitte eind 1983. In 2009 en 2010 waren ze terug live actief voor 25 reünieconcerten.
Als solo-artiest sinds 1984 bracht Blanchart 13 albums uit en scoorde hij heel wat (radio)hits met o.a. I don't mind if the sputnik lands (1984), Fool Yourself Forever (1985), No regrets (1990), L'amour ça va (1993), It's about time (that the future begins) (1995), Pre-millennium friend (2006), Too Much Of Everything (2019).
Hij heeft sinds 2002 ook zijn eigen muzieklabel SonoFab. Daarop verscheen onder andere het album Icon-o-Mix (2002) onder de groepsnaam Monobird, een duo-project met bassist/keyboardspeler Vincent Pierins. Icon-o-Mix brengt muzikaal hulde aan belangrijke iconen van de 20e eeuw en alle songs hebben hun voornaam als songtitel (Pablo, Buster, Mahatma, enz.).
Blanchart was al die tijd ook actief als producer voor andere artiesten waaronder Elisa Waut, Richenel, Lenny en De Wespen, Micheline Van Hautem e.v.a. Sinds 2011 is hij als docent Songwriting & Productieanalyse & Combo verbonden aan School of Arts - Conservatorium, HoGent (Gent, België). In 2006 was hij jurylid van de zangwedstrijd van VTM, Just the Two of Us. Tussen 2009 en 2012 presenteerde hij 19 edities van Kraakpand, een avondvullende liveshow met telkens 5 -meestal jonge- artiesten en bands in concertzaal Handelsbeurs (Gent). 
Hij treedt nog steeds regelmatig live op, zowel solo als met band.

## Discografie
- 1980: Stress Conference (met Once More)
- 1981: African time (EP, met Luna Twist)
- 1982: A different smell from the same perfume (met Luna Twist)
- 1985: Europe Blue
- 1989: About the Rain
- 1990: Mama Luba
- 1992: Blow
- 1993: The Best of Blanchart 83-93
- 1993: Live at The Club
- 1995: Mindsurfin'
- 1998: Schietstoel
- 2002: Icon-o-Mix (met Monobird)
- 2003: De Popklassieker (met De Flandriens)
- 2005: Beats & Ballads 1980-2005
- 2006: Pretty Dark Album
- 2012: Europe Blue (Remastered & Extended Edition)
- 2017: Stripped
- 2019: A Boy Named dIRK
- 2021: Onderhuids Woedt De Koorts - In 't Nederlands 1990-2020

Dit zijn alleen full albums, geen singles en 12" mixes opgenomen in het overzicht.

## Bron
- Humo-interview in Humo, nr. 3400, 31 oktober 2005, door Serge Simonart